# Insetívoro

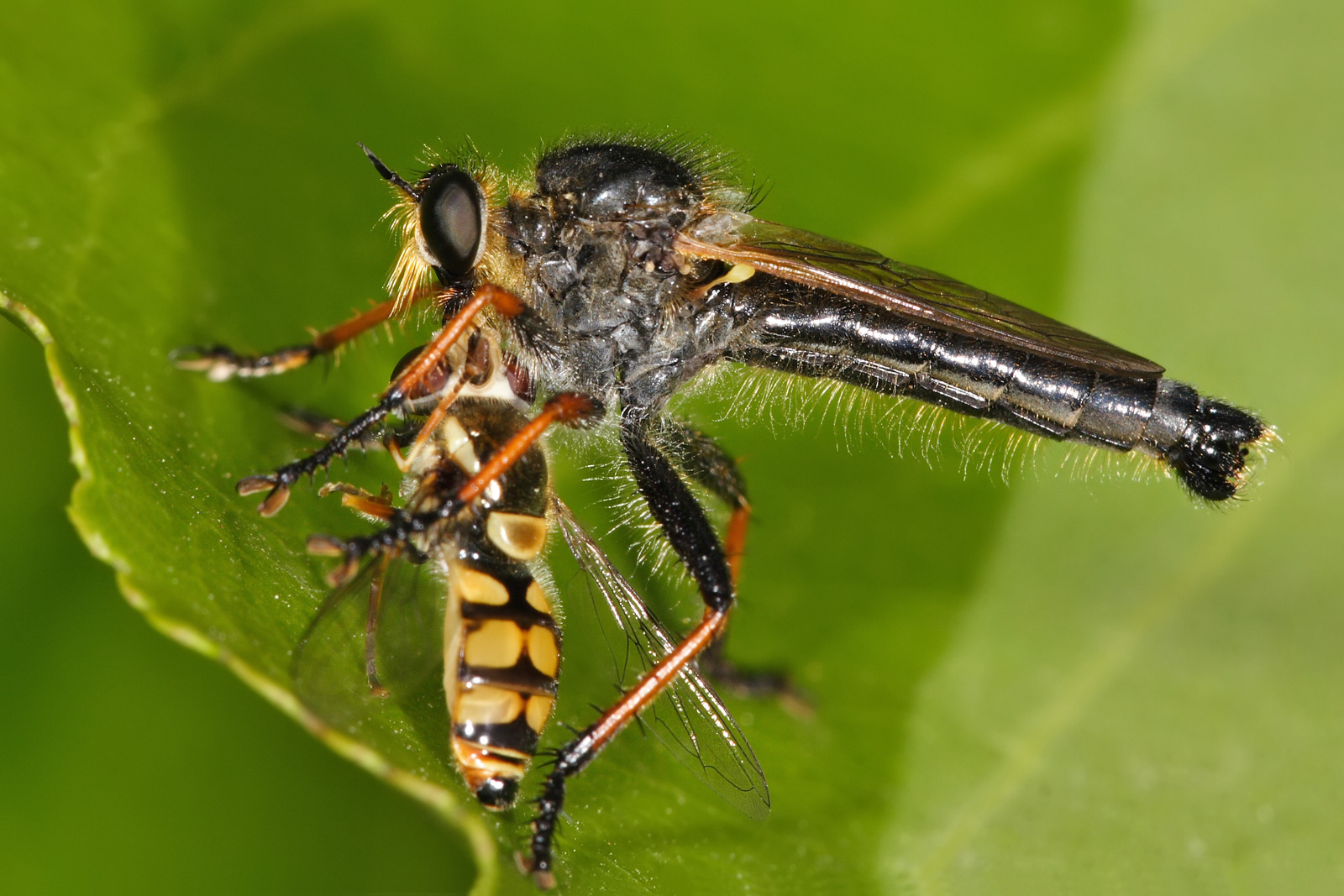
Uma Asilidae comendo uma moscas-das-flores.

Diz-se insetívoro ou entomófago do animal que se alimenta de insetos, embora se possa alargar o uso do termo para as chamadas plantas insetívoras, o que alguns botânicos censuram, pois os insetos não são propriamente alimento para essas plantas, que são eminentemente autótrofas, subsistindo basicamente por fotossíntese.
Não se deve confundir esse comportamento alimentar com o antigo táxon denominado Insectivora, que agrupava mamíferos consumidores de insetos. Assim, insetívoros são, por exemplo, muitas espécies de aves, peixes, anfíbios (como os sapos), répteis (como os camaleões), mamíferos (como os tamanduás) e também alguns invertebrados (como as aranhas).